# Codul onoarei (Star Trek: Generația următoare)
„Codul onoarei” (titlu original: „Code of Honor”) este al patrulea episod din serialul științifico-fantastic „Star Trek: Generația următoare”. Scenariul este scris de Katharyn Powers și Michael Baron; regizor este Russ Mayberry.

## Prezentare
Lt. Yar este răpită de liderul unui popor ce respectă un strict cod al onoarei, conform căruia Tasha trebuie să participe într-o luptă până la moarte.

## Povestea
Enterprise ajunge pe orbită în jurul planetei Ligon II pentru a obține un vaccin necesar pentru combaterea unui focar de febră Anchilles de pe planeta Federației Styris IV. Echipajul, având puține informații despre cultura Ligoniană, consideră că este similară cu cea a vechii Africi cu obiceiuri stricte ale statutului. Concret, în timp ce bărbații din cultura lor domină societatea, pământul în sine este controlat de femei. Teleportat pe Enterprise cu propriul lor transportor al tehnologiei pentru a oferi pentru inspecție o mostră a vaccinului, Lutan, liderul Ligonianilor, este impresionat de statutul Tashei Yar ca ofițer de securitate. Yar îi arată lui Lutan abilitățile ei de luptătoare pe holopunte. După un tur al navei, Lutan și echipa sa se pregătesc să plece, dar o răpesc pe Yar și o duc înapoi la suprafața planetei. Căpitanul Picard îi cere lui Lutan s-o elibereze pe Yar, spunându-i că răpirea este considerată un act de război, dar nu primește niciun răspuns de la planetă. După ce se sfătuiește cu ofițerii săi și ia în considerare și Prima Directivă, Picard stabilește că Lutan a răpit-o pe Yar pentru a realiza o faptă pe care o consideră extrem de eroică. Lutan se consideră un erou și riscă efectiv totul în fața puterii superioare a lui Enterprise. După ce vorbesc cu Lutan într-o manieră mai pașnică, Lutan dă permisiunea echipajului să teleporteze jos pe planetă o echipă și promite s-o elibereze pe Yar după un banchet în onoarea sa.
La banchet, Lutan anunță că o va desemna pe Yar ca primă soție a sa, surprinzător nu numai pentru echipajul lui Enterprise, dar și pentru Yareena care credea că a fost deja aleasă ca primă soție a lui Lutan. Yareena o provoacă pe Yar la o luptă până la moarte pentru a-și recupera titlul de primă soție. Picard nu este de acord cu lupta, dar Lutan refuză să trimită pe Enterprise restul vaccinului dacă Yar nu participă la luptă. Între timp sosește un mesaj de la Baza Stelară 14, care spune că rata infecției și procentul îmbolnăvirilor este în creștere, epidemia de pe Styris IV a scăpat de sub control, iar numărul morților este de ordinul milioanelor. Neputând sintetiza vaccinul, nu le mai rămâne decât ca să fie de acord ca Yar să răspundă provocării. Echipajul investighează ritualul luptei și descoperă că armele care vor fi folosite sunt acoperite cu o otravă letală, dar și că datorită bogăției Yareenei, Lutan a ajuns în poziția în care este. Picard se pregătește să o teleporteze pe Yar înapoi pe Enterprise în caz că este rănită în luptă. În timpul luptei reiese că atât Yareena cât și Yar sunt la fel de bine pregătite, dar în cele din urmă Yar o lovește cu arma pe Yareena. Yar o acoperă rapid pe Yareena și cere să fie teleportate amândouă pe Enterprise contrar cerințelor lui Lutan. La bordul navei, Dr. Crusher o consultă pe Yareena la câteva minute după ce aceasta moare, dar reușește să combată otrava din organismul acesteia și Yareena învie. Când Lutan cere să afle ce s-a întâmplat cu Yareena, Dr. Crusher îi spune că Yareena a murit, pierzând astfel lupta cu Yar și nemaiavând astfel obligațiuni de primă soție. Yareena este acum liberă să-și aleagă un partener nou; ea îl alege pe Hagon, unul dintre bodyguarzii lui Lutan, și astfel îl dau la o parte pe Lutan din poziția sa de putere. Hagon îi permite lui Yar să plece cu Enterprise pe care o aprovizionează cu tot necesarul de vaccin.